# Platea excelsa
Platea excelsa är en järneksväxtart som beskrevs av Carl Ludwig von Blume. Platea excelsa ingår i släktet Platea och familjen Stemonuraceae.

## Underarter
Arten delas in i följande underarter:
- P. e. borneensis
- P. e. kinabaluensis
- P. e. microphylla
- P. e. riedeliana